# Catabena seorsa
Catabena seorsa là một loài bướm đêm trong họ Noctuidae.